# Gölhisar
Gölhisar ist ein Landkreis und eine Kreisstadt in der türkischen Provinz Burdur. Der Landkreis liegt im Südwesten der Provinz und grenzt intern an die Kreise Altınyayla im Süden und Çavdır im Osten. Im Westen bildet die Provinz Denizli mit den Kreisen Çameli und Acıpayam die Grenze. Die im Stadtsiegel abgebildete Jahreszahl 1953 dürfte auf das Jahr der Erhebung zur Gemeinde (Belediye/Belde) hinweisen.
In der Antike hieß die Kreisstadt Ort Sinda.
Der Landkreis entstand am 3. März 1953 durch Abspaltung vom Kreis Tefenni. Der Kreis Gölhisar verlor im Mai 1990 über die Hälfte seines Territoriums, als die Kreise Alitinayla und Cavdir neu geschaffen wurden. Gegenwärtig besteht er neben der Kreisstadt (2020: 68,24 % der Landkreisbevölkerung) noch aus einer weiteren Belediye (Kleinstadt): Yusufca mit 2248 Einwohnern. Des Weiteren gehören noch 12 Dörfer (Köy) mit durchschnittlich 400 Bewohnern zum Kreis, mehr als 400 Einwohner haben diese fünf Dörfer: Yeşildere (920), İbecik (705), Çamköy (644), Elmalıyurt (503) und Uylupınar (421 Einw.). Der Kreis hat die drittgrößte Bevölkerungsdichte (44,9) und damit mehr als der Provinzdurchschnitt (37,2 Einw. je km²). Der städtische Bevölkerungsanteil liegt bei 78,38 Prozent.